# Округ Есекс (Њујорк)
Округ Есекс (енгл. Essex County) је округ у америчкој савезној држави Њујорк. По попису из 2010. године број становника је 39.370.

## Демографија
Према попису становништва из 2010. у округу је живело 39.370 становника, што је 519 (1,3%) становника више него 2000. године.
| Група             | 2000.          | 2010.          |
| Белци             | 36.346 (93,6%) | 36.588 (92,9%) |
| Афроамериканци    | 1.092 (2,8%)   | 1.073 (2,7%)   |
| Азијати           | 160 (0,4%)     | 263 (0,7%)     |
| Хиспаноамериканци | 851 (2,2%)     | 993 (2,5%)     |
| Укупно            | 38.851         | 39.370         |